# Modzele-Bartłomieje
Modzele-Bartłomieje – kolonia w Polsce położona w województwie mazowieckim, w powiecie płońskim, w gminie Nowe Miasto.
W skład sołectwa wchodzą miejscowości Jurzyn i Modzele-Bartłomieje.
W 1827 Modzele-Bartłomieje liczyły 16 domostw i 99 mieszkańców. Pod koniec XIX wieku Modzele-Bartłomieje jako wieś należały do parafii Nowe Miasto, a w 8 domostwach mieszkały 84 osoby. We wsi był młyn wodny, tartak i cegielnia. Modzele-Bartłomieje wraz z Jurzynem tworzyły folwark.
W latach 1975–1998 miejscowość administracyjnie należała do województwa ciechanowskiego.